# Habrobracon simonovi
Habrobracon simonovi är en stekelart som beskrevs av Kokujev 1914. Habrobracon simonovi ingår i släktet Habrobracon och familjen bracksteklar. Inga underarter finns listade i Catalogue of Life.